# جمعية أصحاب الذكاء العالي
مجتمع أصحاب الذكاء العالي هي منظمة تحدد عضويتها للأشخاص الذين نجحوا بالحصول على علامة معينة محددة باختبار الذكاء (IQ)
الأكبر والأقدم والأكثر شهرة هي جمعية منسا الدولية، و الذي تم انشاؤها من قبل رولاند بيريل و لانسلوت وير في عام 1946.يوجد مجامع أخرى مثل انترتل، والتي اوجد من قبل رالف هاينز عام 1966 و جمعية تريبل نايت و التي 
اوجدت سنة 1978و يوجد أيضا مجتمع بروميثيوث و مجتمع ميغا.

## متطلبات الاشتراك
مجامع الذكاء العالي عادة تقبل تشكيلة من اختبارات الذكاء لاثبات جدارة الاعضاء، مع بعض الاختبارات الابتداعية من المجمع.

## بعض المجامع
يوجد العديد من المجامع لاصحاب الذكاء العالي علما بأن متوسط ذكاء الشخص العادي يتراوح بين 90 و 110.
جمعية منسا الدولية _طبقا ل كانون الثاني من عام 2014, بلغ عدد اعضائها ~110,000 من  ~100 دولة؛ المستحق السنوي لجمعية منسا الأمريكية يبلغ 70$ علما بانه يختلف طبقا للبلد.
لايقبل بها إلى أذكى 2% من سكان العالم أي 1 لكل 50 شخص تقريبا من تجاوز ذكاؤه 130 درجة.
جمعية انترتل _بحسب كانون الثاني من عام 2014 بلغ عدد اعضائها 1,300-1,400 عضو؛ المستحقات السنوية هي 39$
وهي تقبل أذكى 1%من سكان العالم 1 لكل 100 شخص؛ من كان ذكاؤه أكثر من 135 درجة. 
جمعية تريبل ناين_بحسب كانون الثاني من عام 2016 وجد 1,700 عضو من 50 بلد؛ المستحق السنوي 10$.
تقبل أذكى  0.1% أي 1 لكل 1000؛ أذكى من 146 درجة.
جمعية بروميثيوث_بحسب معطيات كانون الثاني لعام 2014 بلغ عدد اعضائها ~120عضو 
المستحقات السنوية 50$.
تقبل فقط أذكى 0.003% من سكان العالم 1 لكل 30000 شخص من تجاوز ذكاؤه 160 درجة (لا تعتمد على الاختبارات الحالية)
جمعية ميغا_بحسب كانون الثاني لعام 2014 بلغ عدد اعضائها 26 عضواً.
تقبل فقط أذكى  0.0001%من سكان العالم 1 لكل 1,000,000؛ من كان أذكى من 172درجة.

## وصلات خارجية
- {{استشهاد بكتاب}}: استشهاد فارغ! (مساعدة)
- {{استشهاد بكتاب}}: استشهاد فارغ! (مساعدة)
- {{استشهاد بكتاب}}: استشهاد فارغ! (مساعدة)
- Terman، Lewis Madison. Riverside textbooks in education. {{استشهاد بكتاب}}: الوسيط |title= غير موجود أو فارغ (مساعدة)